# بيل كاري (لاعب كرة قدم أمريكية)
بيل كاري (بالإنجليزية: Bill Curry) هو لاعب كرة قدم أمريكية أمريكي، ولد في 21 أكتوبر 1942 في كوليج بارك في الولايات المتحدة.

## وصلات خارجية
- بيل كاري على موقع مرجع كرة القدم المحترفة.كوم (الإنجليزية)
- بيل كاري على موقع قاعة جورجيا للمشاهير الرياضية (مؤرشف) (الإنجليزية)
- بيل كاري على موقع إن إن دي بي (الإنجليزية)